# Billy Thompson
William Stansbury Thompson, detto Billy (Camden, 1º dicembre 1963), è un ex cestista statunitense, professionista nella NBA, in Israele e in Argentina.

## Carriera
È stato selezionato dagli Atlanta Hawks al primo giro del Draft NBA 1986 (19ª scelta assoluta).
Con gli Stati Uniti ha disputato le Universiadi di Kōbe 1985.

## Palmarès

### Squadra
- Campione NCAA (1986)
- Campionato NBA: 2

Los Angeles Lakers: 1987, 1988
- Coppa di Israele: 2

Hapoel Gerusalemme: 1995-96, 1996-97

### Individuale
- McDonald's All-American Game (1982)
- All-CBA Second Team (1994)